# مسجد علي بيدغل
مسجد علي بيدغل هو مسجد تاريخي يعود إلى عصر الدولة الإلخانية والقاجاريون، ويقع في أران وبيدغل.